# Phacidiales
Phacidiales – rząd grzybów z klasy patyczniaków (Leotiomycetes).

## Systematyka
Pozycja w klasyfikacji według Index Fungorum
Phacidiales, Leotiomycetidae, Leotiomycetes, Ascomycota, Fungi.
Według aktualizowanej klasyfikacji Index Fungorum bazującej na Dictionary of the Fungi do rzędu Phacidiales należą:
- rodzina Helicogoniaceae Baral 2015
- rodzina Phacidiaceae Fr. 1849
- rodzina Incertae sedis
  - rodzaj Coma Nag Raj & W.B. Kendr. 1972